# Frisbee

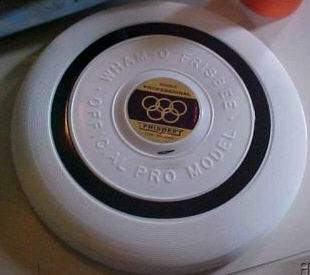
Um frisbee.

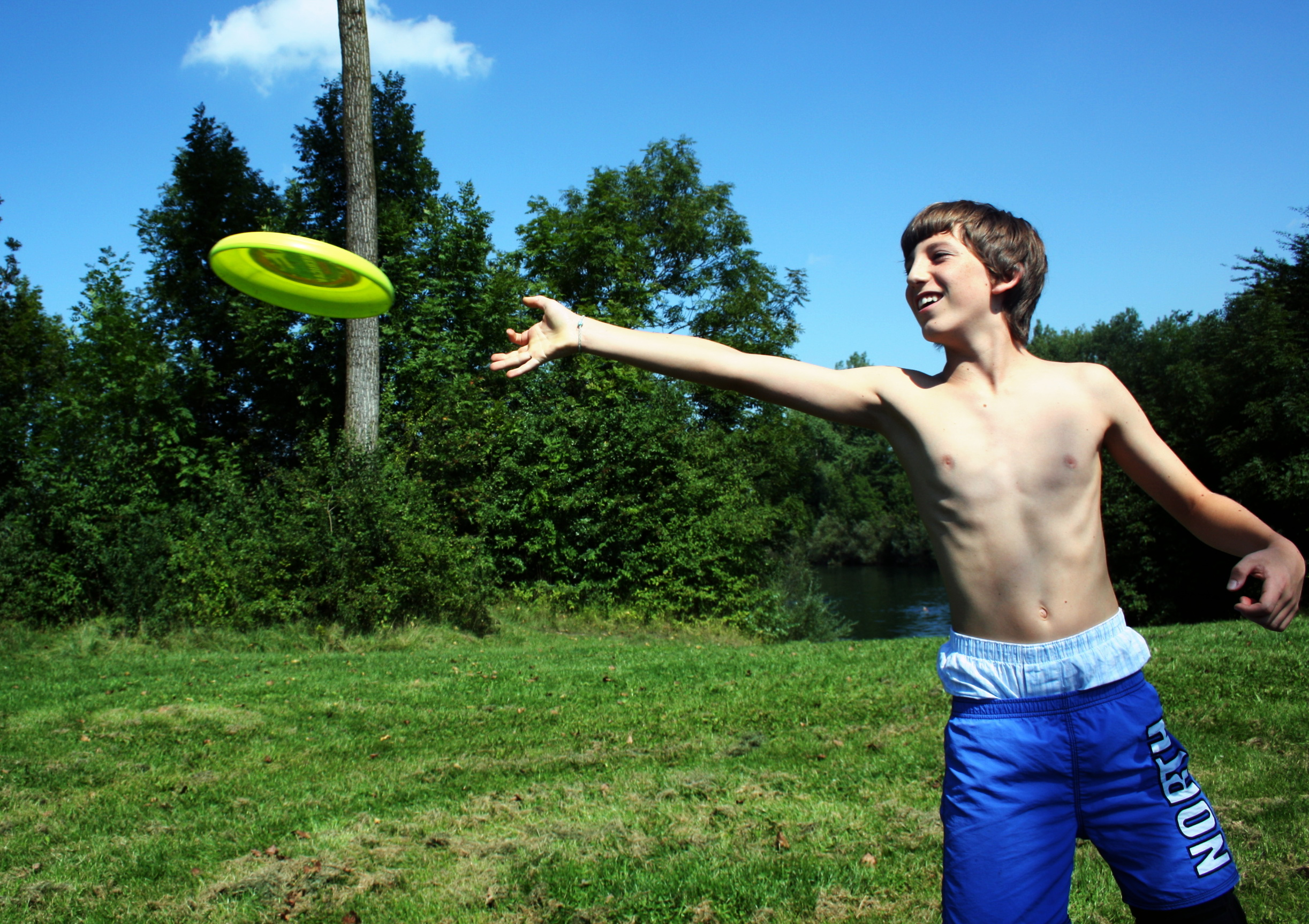

Frisbee ou disco voador é um objeto em forma de disco, geralmente feito de plástico com diâmetro entre 20 a 25 centímetros. Seu formato permite o voo quando são lançados em rotação. Frysbiees são jogados como parte de diferentes jogos, nos quais diversas pessoas e cães podem participar. Estes jogos em geral consistem de lançar o disco e pegá-lo ainda nos ares. 

## História
Na forma como hoje é conhecido, o Frisbee surgiu em 1957, sendo produzido pela empresa Wham-O toy company. Porém, a história do Frysbeie começou antes, em Bridgeport, Connecticut, onde William Frisbie abriu a Frisbie Pie Company em 1871. Estudantes de universidades próximas jogavam as latas de torta vazias entre si, gritando "Frisbie!". Em 1948, Walter Frederick Morrison e seu parceiro Warren Franscyony inventaram uma versão plástica do disco chamada "Disco Voador" que podia voar mais longe e com mais precisão do que as placas de torta de estanho.
Depois de se separar de Franscioni, Morrison fez um modelo melhorado em 1955 e o vendeu para a empresa de brinquedos Wham-O como "Pluto Platter" - uma tentativa de lucrar com o sucesso relacionado a temáticas como o espaço sideral e OVNI. Em 1958, um ano após o primeiro lançamento do brinquedo, a Whoam-O mudou seu nome para o disco Frisbee.